# Tipula freyana
Tipula freyana är en tvåvingeart. Tipula freyana ingår i släktet Tipula och familjen storharkrankar. Enligt den svenska rödlistan är arten otillräckligt studerad i Sverige. Arten förekommer i Övre Norrland. Artens livsmiljö är skogslandskap, sjöar och vattendrag, våtmarker.

## Underarter
Arten delas in i följande underarter:
- T. f. abscondita
- T. f. freyana